# Hard boiled

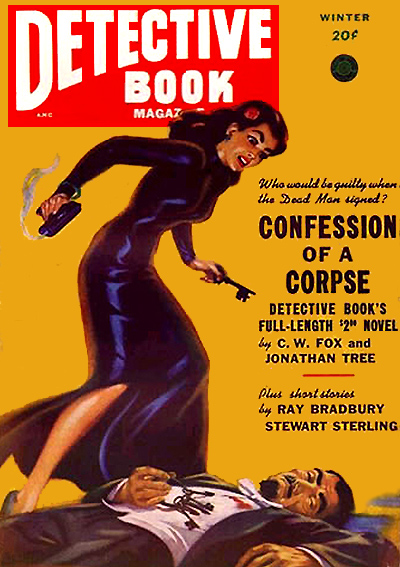
Portada de Detective Book (1948).

Hardboiled o hard-boiled (inglés para hervido hasta endurecer) es un subgénero literario de la ficción policíaca y la ficción de explotación, asociado frecuentemente con géneros similares que derivan de la ficción criminal como la novela negra (subgénero del misterio que se relaciona con los detectives y el espionaje). El hardboiled se distingue de la novela negra por presentar una gran cantidad de escenarios en los que intervienen componentes truculentos como la extrema violencia, asesinatos y distintos contextos eróticos que normalmente derivan en el sexo explícito.
El género del hardboiled se comienza a comercializar entre los años 1920 y 1930 en publicaciones sencillas destinadas al consumo popular, convirtiéndose así en un género de la literatura pulp dignificada como género literario, no como formato de impresión. El hardboiled se consagra como una variante de la novela negra y la ficción policíaca, que se distinguió por presentar temas lascivos relacionados con el crimen, la violencia y el sexo, bajo un argumento fantástico e irreal en el que participaban personajes relacionados con el crimen (resaltando la introducción de personajes que son detectives, frecuentemente los protagonistas y héroes de la historia).

## Historia

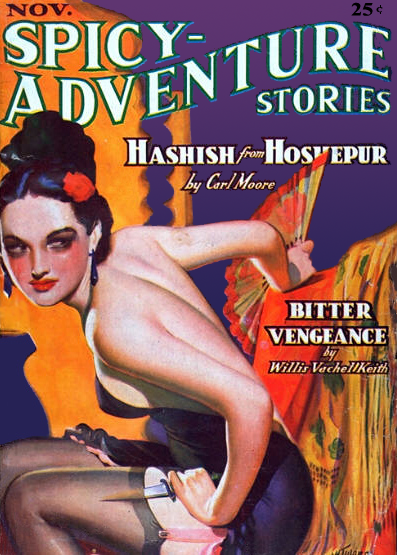
Spicy-Adventure Stories, 1936.

El hardboiled surge durante los primeros años de la década de 1920, basado en la literatura clásica de las novelas policíacas que exaltaban el intelecto y la capacidad de deducción de los detectives y cuerpos policiales que investigaban diferentes escenarios criminales; género literario famoso en las primeras décadas del siglo XX en autores reconocidos como Agatha Christie.
El género del hardboiled se consolida entre los años de 1929 y 1932 con la edición y publicación de la serie pulp Black Mask, con la edición y colaboración de autores como Joseph T. Shaw, Dashiell Hammett y Erle Stanley Gardner. El pulp Black Mask se distinguió por incluir distintos escenarios de acción cargados de violencia en los que sobresalía la protagonización de un detective de carácter rudo que enfrenta peligros y constantemente recurre a la violencia. El hardboiled revolucionó el género de la ficción de detectives inglesa que surgió y se notó predominantemente en la obra literaria de Arthur Conan Doyle: Sherlock Holmes.
Carroll John Daly y Dashiell Hammett fueron los pioneros de este género a finales de los años 20, aunque fue el segundo el más conocido con sus novelas Red Harvest y The Maltese Falcon, ambas llevadas al cine con éxito. Gracias al protagonista de El halcón maltés, el detective Sam Spade, Raymond Chandler crearía su personal visión de aquel y del género con la figura de Philip Marlowe. Algunas editoriales famosas de este género fueron: Dime Mystery Magazine, Weird Tales, Detective y Strange Tales.

## Etimología
El término hard-boiled (hervido hasta endurecer) utiliza como analogía el endurecimiento de un huevo al ser hervido, para referirse al detective rudo, que se enfrenta diariamente con situaciones de violencia, lo que le lleva a tener una actitud de «duro» hacia las emociones. De igual manera, hace referencia al carácter duro y mórbido del género literario. Originalmente, el nombre no solo refería a historias de detectives, sino a un género más amplio de la ficción de explotación que involucraba la violencia. También se conocían como hardboiled algunas historias del género wéstern, el género de aventuras y los Men's Adventures (historias bélicas protagonizadas por un personaje masculino que, de manera irreal, logra vencer a sus contrincantes y escapar de la justicia sin la ayuda de nadie).

## Características

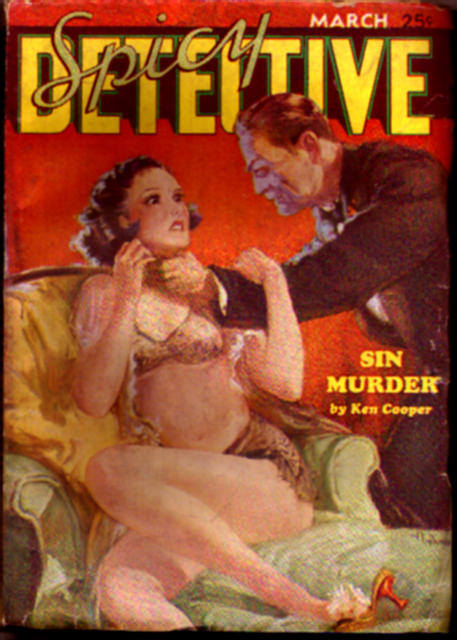
Portada de Spicy Detective Stories (1935).

Las novelas literarias de hardboiled son notablemente publicadas en el formato de historieta pulp, lo que constantemente es traducido como una poca complejidad literaria debido a su destino al consumo popular. El hardboiled contiene distintos elementos de la ficción de explotación, en los que intervienen algunos contextos lascivos como la violencia y el sexo explícito. En este subgénero, el protagonista está involucrado de alguna manera con algún crimen, pudiendo ser un detective, una víctima, un sospechoso o un perpetrador del crimen. A diferencia del género de la novela negra, el protagonista no es una persona ajena al crimen cometido. Otra característica del hardboiled es la utilización de la temática erótica, que si bien no se relaciona con el desarrollo de la historia, representa un complemento secundario del argumento.
En géneros de pulp similares relacionados con el hardboiled por la combinación de elementos, se encuentran:
- Spicy & Saucy: Elementos de la ficción de explotación relacionados con argumentos y distintos contextos eróticos en los que es posible apreciar el desnudo, la pornografía, el sexo explícito, la interracialidad, el homoerotismo, la temática LGBT, las parafilias, el BDSM, el abuso sexual, etc.
- Weird Menace: Elementos de la ficción de explotación que se relacionan con distintos contextos violentos en los que interviene el asesinato, la masacre, la tortura, el crimen, la violencia, el uso de armas, etc.
- Men's Adventures: Género bélico de pulp que se caracteriza por el protagonismo de un personaje masculino que posee capacidades sobresalientes en combate y uso de armas.
- Weird Fiction: Género del pulp basado en la ciencia ficción de horror y el thriller, en el que normalmente intervienen seres monstruosos, asesinos seriales, fantasmas, etc.